# Borås
Borås er en by i Västergötland i det vestlige Sverige med 75.565 (2023) indbyggere. Den er hovedbyen i Borås Kommune i Västra Götalands län. 
Borås, som er centrum i Syvherredsbygden, er blandt andet kendt for sin tekstilindustri og for mange postordrefirmaer, hvilket kan ses som en slags efterfølgere til byens omkringrejsende handelsmænd der oprindeligt var byens grundlag.
Borås er brændt fire gange: 1681, 1727, 1822 og 1827.